# Кожани (Польща)
Кожани (підляський говір Кожани), (пол. Kożany) — село в Польщі, у гміні Юхновець-Косьцельний Білостоцького повіту Підляського воєводства.
Населення — 23 особи (2011).
У 1975-1998 роках село належало до Білостоцького воєводства.

## Історія
Ймовірно, території були населені русинами ще за часів Київської Русі.

## Галерея

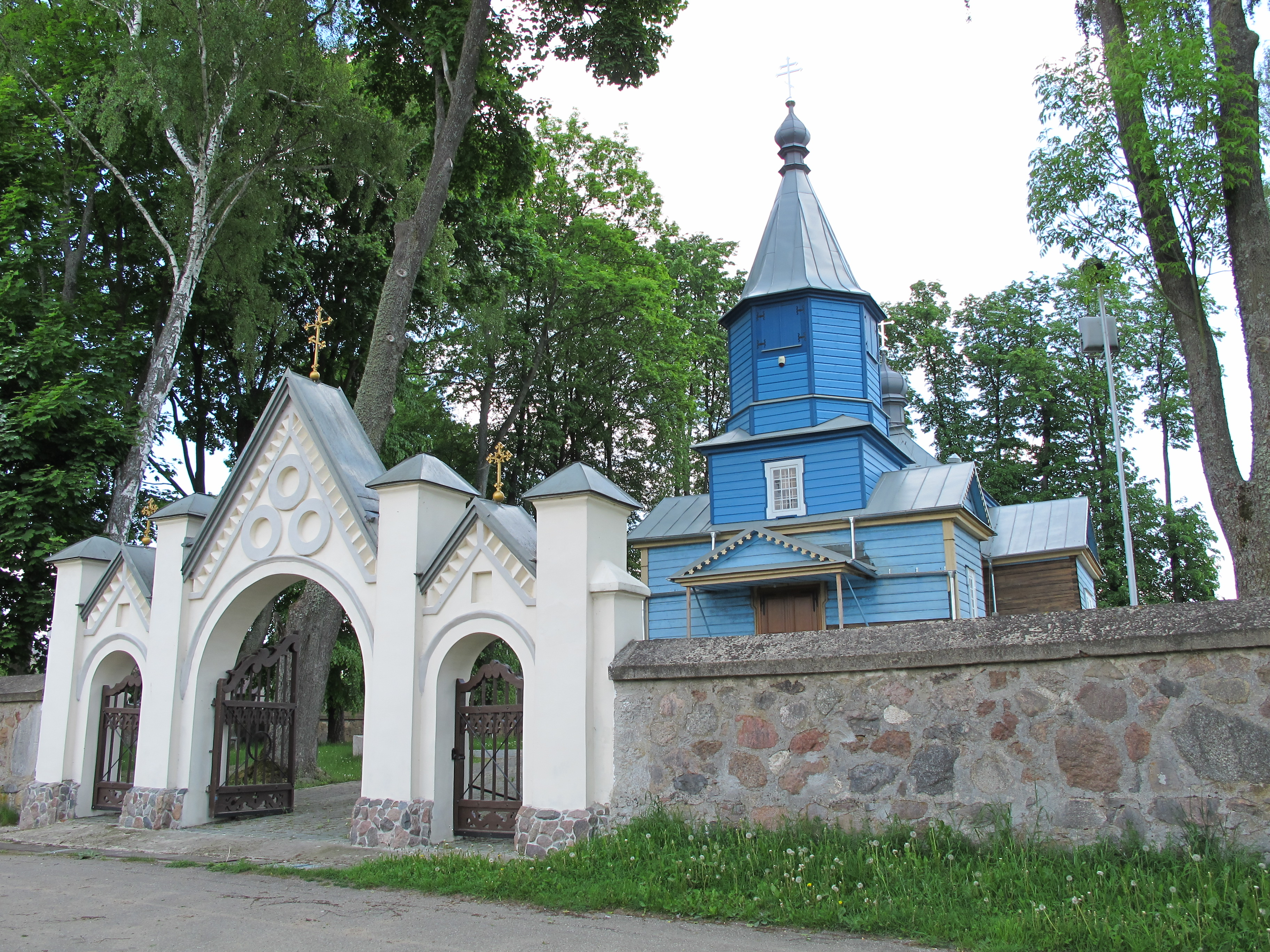
Православна церква
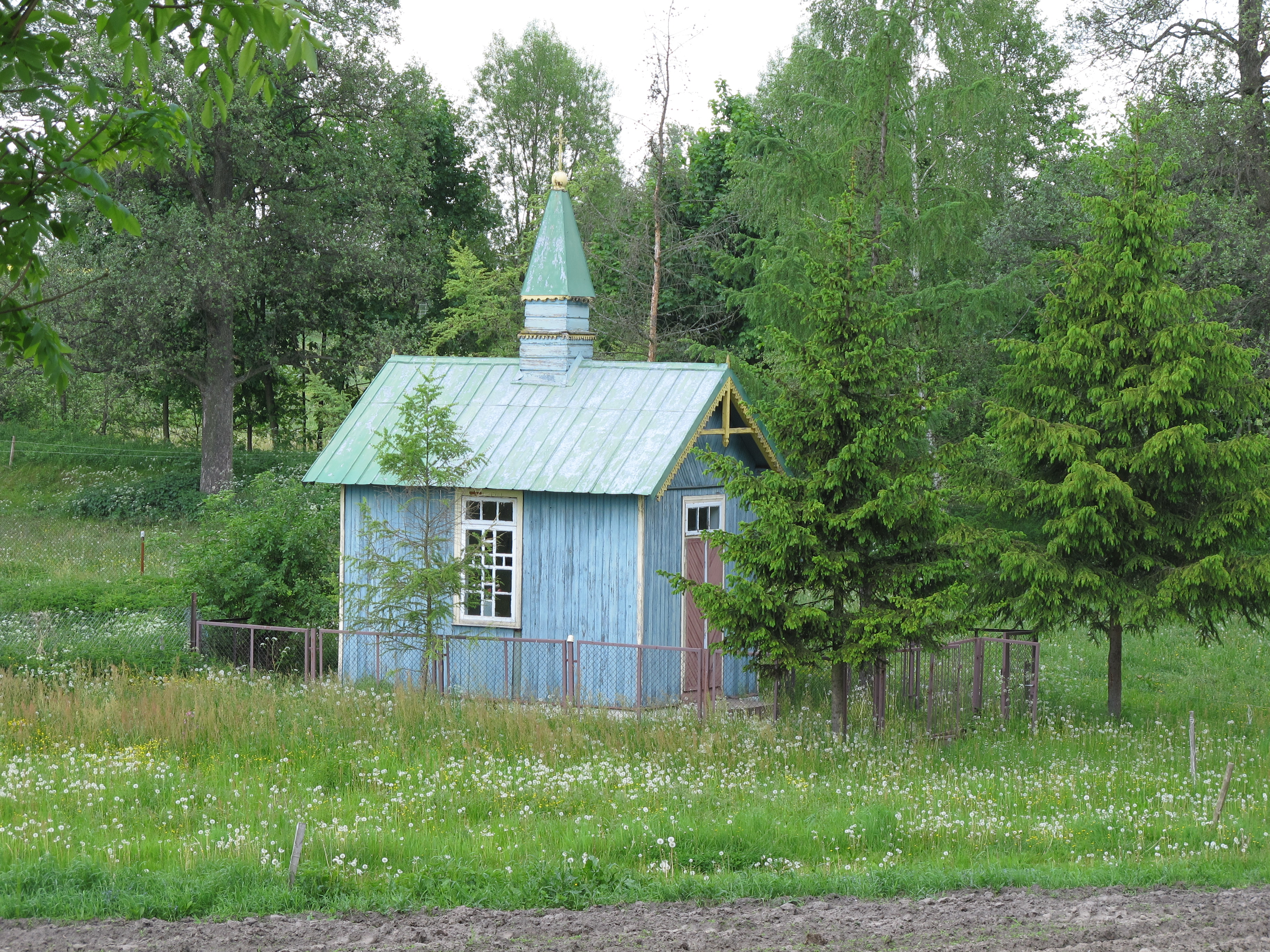
Каплиця
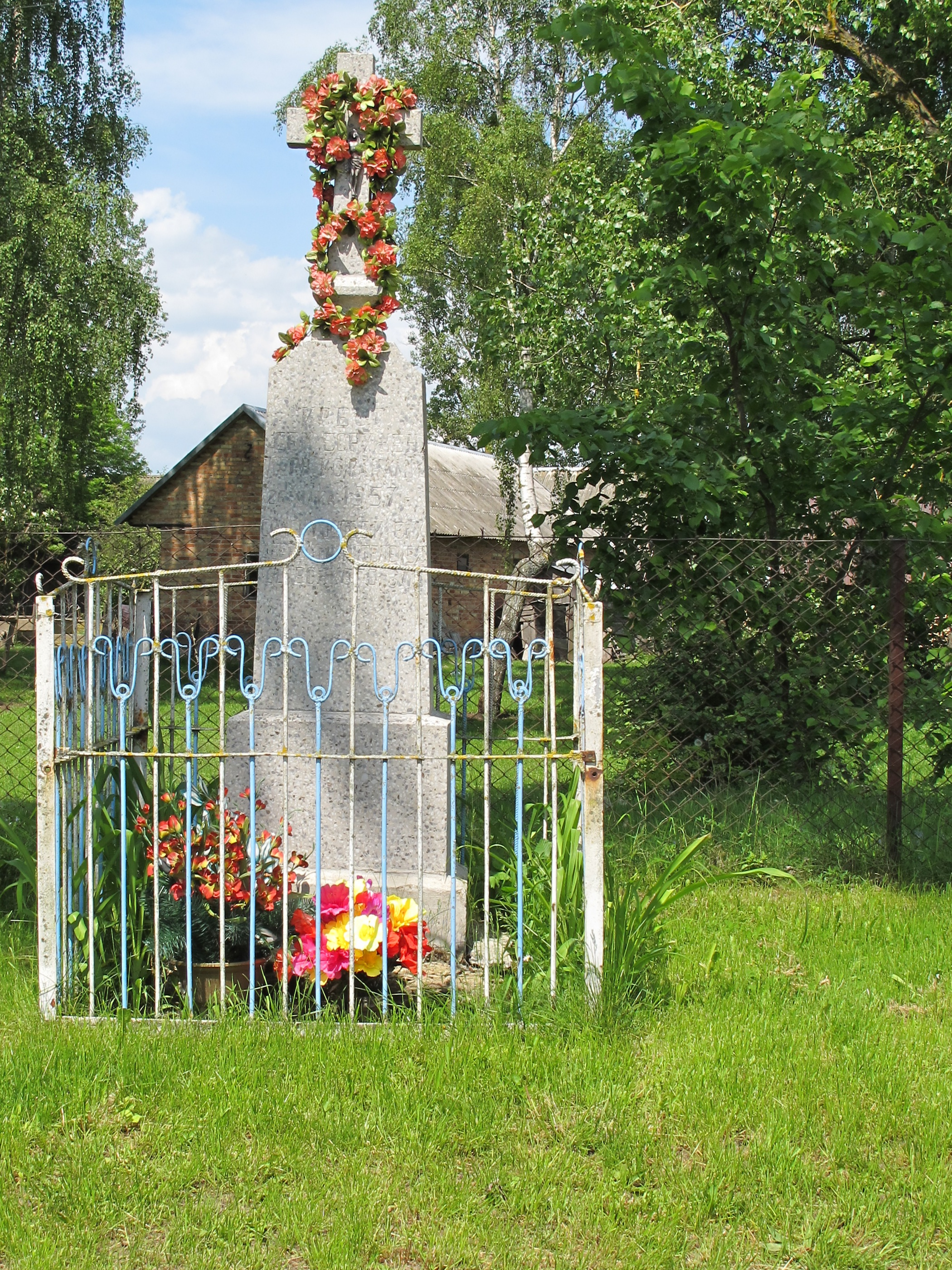
Православний хрест
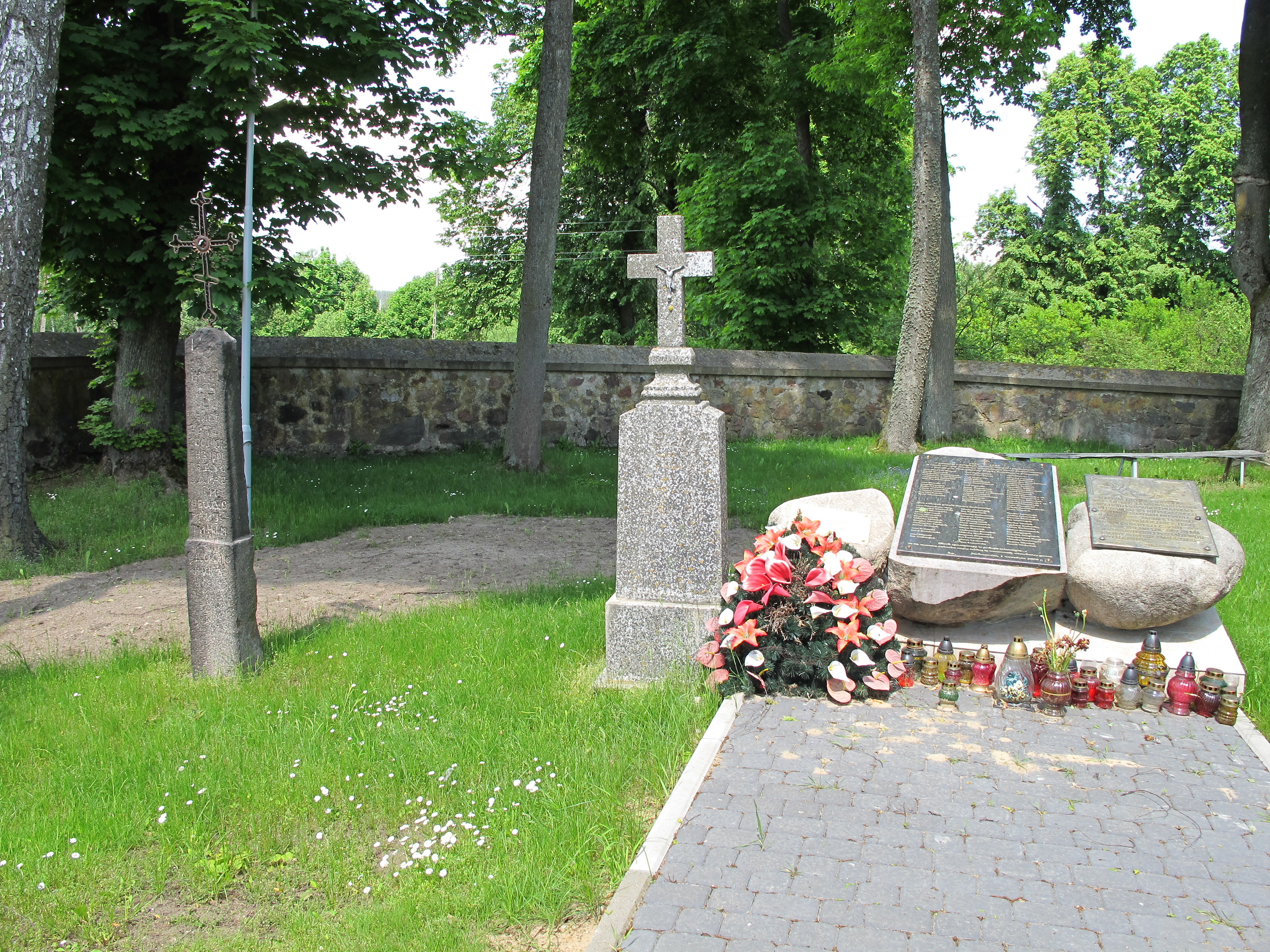
Пам'ятник

## Демографія
Демографічна структура станом на 31 березня 2011 року:
|          | Загалом | Допрацездатний вік | Працездатний вік | Постпрацездатний вік |
| -------- | ------- | ------------------ | ---------------- | -------------------- |
| Чоловіки | 12      | 0                  | 7                | 5                    |
| Жінки    | 11      | 0                  | 6                | 5                    |
| Разом    | 23      | 0                  | 13               | 10                   |